# 长沙四大名校
长沙四大名校指的是在中国湖南省长沙市享有最高声誉的四所省级示范性中学：长沙市第一中学、长沙市长郡中学、长沙市雅礼中学、湖南师范大学附属中学。

## 简介
2011年，四校每年有约200人出国，68人保送清华、北大。2013年，四校高中招生总规模为3600人。长沙四大名校教学风格各有不同，民间有“长郡是地狱，一中是天堂，雅礼是人间”的说法。
2021年以前，这四所学校每年可以面向全省各招收100人。对于这一政策，社会各界持不同观点。自2021年起，取消长沙市一中、湖南师大附中、长沙市长郡中学、长沙市雅礼中学面向全省招生的资格。

## 列表
该四所学校都有100年以上的历史，创办于清朝末年或民国初年。
| 学校名称             | 创办年份 | 校训           |
| -------------------- | -------- | -------------- |
| 湖南省长沙市第一中学 | 1912年   | 公、勇、勤、朴 |
| 长沙市长郡中学       | 1904年   | 朴、实、沉、毅 |
| 长沙市雅礼中学       | 1906年   | 公、勤、诚、朴 |
| 湖南师范大学附属中学 | 1905年   | 公、勤、仁、勇 |